# Barton Hartshorn
Barton Hartshorn es un pueblo y una parroquia civil del distrito de Aylesbury Vale, en el condado de Buckinghamshire (Inglaterra). Según el censo de 2001, Barton Hartshorn estaba habitado por 79 personas en 32 viviendas.